# 斯洛維尼亞飲食
斯洛維尼亞飲食按照地點的不同有很大的地區差異。206年，斯洛維尼亞民族學家將斯洛維尼亞分為23個飲食地區。斯洛維尼亞飲食受到奧地利、德國和法國的很強影響。第一步斯洛維尼亞語食譜出版在1799年。